# 2022年度美國國防授權法
2022年度国防授权法（英語：National Defense Authorization Act for Fiscal Year 2022，H.R.4350）是美国联邦法律，规定了美国国防部2022财年的预算、支出和政策。60年来，每年都通过类似的法案。此次授權法涉及的國防支出共7682亿美元，比上一财年增加约5%。

## 历史
众议院提案（H.R. 4350）于2021年7月2日由众议院军事委员会主席、华盛顿州众议员亚当·史密斯提出。磋商于7月28日开始。期间进行了780项修正，于8月31日结束。相应的参议院法案S.2792于9月22日提出。9月23日，众议院以316票对113票通过了该法案。
2021年12月7日眾议院以363票对70票通过妥協版本（S. 1605），隨後參议院亦於12月15日由以89票对10票通过。